# Plotopteridae
Die Plotopteridae sind eine ausgestorbene Familie flugunfähiger Seevögel, die vom mittleren Eozän bis zum frühen Miozän an den Küsten des nördlichen Pazifiks lebten. Sie nahmen im nördlichen Pazifik die ökologische Nische der nur in den südlichen Weltmeeren lebenden Pinguine ein und hatten sich konvergent zu ihnen entwickelt. Fossilien der Familie wurden in Kalifornien, Oregon, Washington, British Columbia und Japan gefunden.

## Merkmale
Die Vögel ähnelten den rezenten Pinguinen, gehören aber mit den heutigen Tölpeln, Schlangenhalsvögeln und Kormoranen zu den Suliformes. Ihr Schnabel ähnelte mit den schlitzförmigen Nasenöffnungen dem der Pinguine. Auch Brust, Schultergürtel und die kurzen, flossenartigen Flügel waren wie die der Pinguine gebaut und wurden wahrscheinlich zum Vortrieb beim Schwimmen genutzt. Zu den Plotopteridae gehörten die größten bekannten Tauchvögel; die größte Art maß vom Schnabel bis zur Schwanzspitze mehr als zwei Meter.

## Entdeckungsgeschichte
Die Familie wurde 1969 von Hildegarde Howard nach dem Fund eines oberen Teilstücks eines linken Coracoids im San Joaquin Valley in Kalifornien beschrieben. Das Fossil wurde als Plotopterum joaquinensis beschrieben und stammt aus dem frühen Miozän. Genaue Kenntnisse über die Anatomie der Vögel gewann man nach neuen Funden aus dem späten Oligozän und frühen Miozän von Japan und Washington.

## Lebensweise
Die Plotopteridae lebten wahrscheinlich auch fern der Küsten auf dem offenen Ozean. Die fossilen Überreste von Phocavis maritimus, der ältesten Art, wurden in Oregon in Sedimenten gefunden, die in 500 bis 1000 Metern Tiefe abgelagert wurden. Sie starben zusammen mit großen Pinguinarten am Ende des frühen Miozän aus. Als Grund wird die Konkurrenz mit den neu evolvierten Robben und Schweinswalen vermutet. Beide Taxa machten zu dieser Zeit eine schnelle adaptive Radiation durch.

## Gattungen
- Copepteryx
- Phocavis
- Plotopterum
- Tonsala